# Newburn
Newburn è una zona di 9 536 abitanti della contea del Tyne and Wear, in Inghilterra. È sita a Newcastle upon Tyne dal 1974, contea di Tyne and Wear (Northumberland), non lungi dal confine con la Scozia. Si trova al confine occidentale dell'area metropolitana del Tyneside, un distretto residenziale ricco di piccole e medie imprese inserito in un'area industrializzata. La chiesa di San Michele e tutti gli Angeli costituisce il monumento più antico (1190). Nei suoi pressi fu combattuta la Battaglia di Newburn, nell'agosto 1640 tra gli inglesi di re Carlo I Stuart e gli scozzesi ribelli al re, che vide la vittoria di questi ultimi.

## Storia
Scarsi sono i reperti del Paleolitico e del Neolitico nell'intera regione. Il fiume Tyne è un fiume soggetto alle ondate di marea del Mare del Nord e l'intera valle è molto fertile. La valle del Tyne risulta comunque abitata a partire dall'ultima Era Glaciale. Le prime testimonianze storiche circa la zona sono di fonte romana. All'epoca della penetrazione romana (60 - 70 d.C.), quest'area era abitata dalla tribù celtica dei Briganti. Nei pressi dell'abitato corre il tratto orientale del Vallo di Adriano, fatto erigere dall'imperatore Adriano tra il 122 e il 127 d.C. quale confine settentrionale fortificato della provincia romana di Britannia (era, al contempo, il confine più settentrionale dell'impero).
Le cave di pietra della zona ed il fiume Tyne furono ampiamente utilizzati dai romani per erigere la muraglia difensiva. La regione venne evacuata dai romani nel 407 e per breve tempo fu invasa dai Pitti e dagli Scoti. Nel 454 vi s'insediarono i Sassoni che la unirono al Regno di Northumbria, uno dei regni della cosiddetta "Eptarchia Sassone". La città si sviluppò nel primo Medioevo a partire dal quartiere di Tyburn, sulla riva settentrionale del fiume Tyne, fondata dagli Angli e dai Sassoni del Regno di Northumbria, nei primi decenni del 600. Vennero usati i blocchi del vicino Vallo di Adriano e dei forti romani acclusi a mo' di cave di materiale edile. Il luogo era ideale in quanto in questo tratto del fiume sono presenti tre guadi: Newburn Ford ad ovest, ove venne costruito il Newburn Bridge; Kelshaw Ford ad est ed il Riding Ford nel mezzo.
Da qui si mossero i Sassoni per invadere la Scozia prima della disastrosa sconfitta patita nel 685 a Dunnichen (Nechtansmere).
Il villaggio si trasformò in una cittadina nel 1170 ai tempi di re Enrico II Plantageneto e si sviluppò poi attorno alla chiesa di San Michele e Tutti gli Angeli (Church of St. Michael and All Angels), sorta nel 1190 come ampliamento d'una chiesa preesistente del 1067, che andò bruciata. Nel disastro morì anche il conte Copsi di Northumberland. A quest'epoca risale anche la Torre Normanna (Norman West Tower). Il feudo di Newburn (Manor of Newburn), comprendente Newburn, Newburn Hall, Throckley, Wallbottle, Butterley e Whorlton venne istituito attorno al 1200.
Da quest'epoca, Newburn Haven, il porto fluviale rimase in uso dal 1100 al 1500 quale imbarco fluviale per le merci destinate a Newcastle upon Tyne. La cittadina passò nel 1367 sotto il dominio della famiglia Percy e un decennio dopo s'iniziò a sfruttare le miniere metallifere della zona. Dal 1613 iniziò lo sfruttamento intensivo delle miniere che raggiunse il suo apice alla fine dell'Ottocento.